# Bielorussia ai Giochi della XXIX Olimpiade
La Bielorussia ha partecipato alle Giochi della XXIX Olimpiade di Pechino, svoltisi dall'8 al 24 agosto 2008, con una delegazione di 177 atleti.

## Medaglie
| Medaglia | Atleta                                                                                                   | Sport              | Evento                        |
| -------- | --- | ------------------ | ----------------------------- |
| Oro      | Andrėj Aramnaŭ                                                                                           | Sollevamento pesi  | 105 kg maschile               |
| Oro      | Aksana Mjan'kova                                                                                         | Atletica leggera   | Lancio del martello femminile |
| Oro      | Andrėj Bahdanovič Aljaksandr Bahdanovič                                                                  | Canoa/kayak        | C2 1000 m maschile            |
| Oro      | Raman Pjatrušėnka Aljaksej Abalmasaŭ Artur Litvinčuk Vadzim Machneŭ                                      | Canoa/kayak        | K4 1000 m maschile            |
| Argento  | Natallja Michnevič                                                                                       | Atletica leggera   | Getto del peso femminile      |
| Argento  | Andrėj Rybakoŭ                                                                                           | Sollevamento pesi  | 85 kg maschile                |
| Argento  | Andrėj Kraŭčanka                                                                                         | Atletica leggera   | Decathlon                     |
| Argento  | Ina Žukava                                                                                               | Ginnastica ritmica | Concorso individuale          |
| Argento  | Vadzim Dzevjatoŭski                                                                                      | Atletica leggera   | Lancio del martello maschile  |
| Bronzo   | Anastasija Novikava                                                                                      | Sollevamento pesi  | 53 kg femminile               |
| Bronzo   | Kacjaryna Karstėn                                                                                        | Canottaggio        | Singolo femminile             |
| Bronzo   | Julija Bičyk Natallja Helach                                                                             | Canottaggio        | 2 senza femminile             |
| Bronzo   | Natallja Michnevič                                                                                       | Atletica leggera   | Getto del peso maschile       |
| Bronzo   | Nadzeja Astapčuk                                                                                         | Atletica leggera   | Getto del peso femminile      |
| Bronzo   | Michail Sjamënaŭ                                                                                         | Lotta libera       | 66 kg maschile                |
| Bronzo   | Murad Hajdaraŭ                                                                                           | Lotta libera       | 74 kg maschile                |
| Bronzo   | Vadzim Machneŭ Raman Pjatrušėnka                                                                         | Canoa/kayak        | K2 500 m maschile             |
| Bronzo   | Alesja Babuškina Anastasija Ivan'kova Zinaida Lunina Hlafira Marcinovič Ksenija Sankovič Alina Tumilovič | Ginnastica ritmica | Concorso a squadre            |
| Bronzo   | Ivan Cichan                                                                                              | Atletica leggera   | Lancio del martello maschile  |

### Medaglie per disciplina
| Sport             | Oro | Argento | Bronzo | Totale |
| ----------------- | --- | ------- | ------ | ------ |
| Canoa/kayak       | 2   | 0       | 1      | 3      |
| Atletica leggera  | 1   | 3       | 3      | 7      |
| Sollevamento pesi | 1   | 1       | 1      | 3      |
| Ginnastica        | 0   | 1       | 1      | 2      |
| Canottaggio       | 0   | 0       | 2      | 2      |
| Lotta             | 0   | 0       | 2      | 2      |

### Plurimedagliati
| Atleta            | Sport       | Oro | Argento | Bronzo | Totale |
| ----------------- | ----------- | --- | ------- | ------ | ------ |
| Vadzim Machneŭ    | Canoa/kayak | 1   | 0       | 1      | 2      |
| Raman Pjatrušėnka | Canoa/kayak | 1   | 0       | 1      | 2      |

## Atletica leggera
| Gara           | Atleta       | Batterie | Batterie | Quarti | Quarti | Semifinali | Semifinali | Finale | Finale |
| Gara           | Atleta       | Tempo    | Pos.     | Tempo  | Pos.   | Tempo      | Pos.       | Tempo  | Pos.   |
| -------------- | ------------ | -------- | -------- | ------ | ------ | ---------- | ---------- | ------ | ------ |
| 110 m ostacoli | Maksim Lynša | 13"86    | 6        |        |        |            |            |        |        |

| Gara         | Atleta            | Tempo        | Posizione    |
| ------------ | ----------------- | ------------ | ------------ |
| Maratona     | Andrėj Hardzeeŭ   | non concluso | non concluso |
| Marcia 20 km | Sjarhej Čarnoŭ    | 1h 29'38"    | 44           |
| Marcia 20 km | Dzjanis Simanovič | 1h 23'53"    | 28           |
| Marcia 20 km | Ivan Trocki       | 1h 22'55"    | 22           |
| Marcia 50 km | Andrėj Scepančuk  | 4h 14'09"    | 43           |

| Gara                   | Atleta              | Qualificazioni | Qualificazioni | Finale  | Finale |
| Gara                   | Atleta              | Misura         | Pos.           | Misura  | Pos.   |
| ---------------------- | ------------------- | -------------- | -------------- | ------- | ------ |
| Salto triplo           | Dz'mitry Platnicki  | 16,51 m        | 27             |         |        |
| Getto del peso         | Juryj Bjaloŭ        | 20,12 m        | 11             | 20,06 m | 10     |
| Getto del peso         | Pavel Lyžyn         | 20,36 m        | 7              | 20,98 m | 5      |
| Getto del peso         | Andrėj Michnevič    | 20,48 m        | 3              | 21,05 m |        |
| Lancio del disco       | Dzmitryj Sivakoŭ    | 61,75 m        | 15             |         |        |
| Lancio del martello    | Valerij Svjatocha   | 74,41 m        | 17             |         |        |
| Lancio del martello    | Ivan Cichan         | 79,26 m        | 4              | 81,51 m |        |
| Lancio del martello    | Vadzim Dzevjatoŭski | 76,95 m        | 9              | 81,61 m |        |
| Lancio del giavellotto | Uladzimir Kazloŭ    | 80,06 m        | 8              | 82,06 m | 8      |

| Prova                  | Andrėj Kraŭčanka | Andrėj Kraŭčanka | Andrėj Kraŭčanka | Aljaksandr Parchomenka | Aljaksandr Parchomenka | Aljaksandr Parchomenka | Mikalaj Šubjanok | Mikalaj Šubjanok | Mikalaj Šubjanok |
| Prova                  | Risultato        | Punti            | Pos.             | Risultato              | Punti                  | Pos.                   | Risultato        | Punti            | Pos.             |
| ---------------------- | ---------------- | ---------------- | ---------------- | ---------------------- | ---------------------- | ---------------------- | ---------------- | ---------------- | ---------------- |
| 100 metri              | 10"96            | 870              | 12               | 11"29                  | 797                    | 31                     | 11"31            | 793              | 32               |
| Salto in lungo         | 7,61 m           | 962              | 5                | 6,99 m                 | 811                    | 26                     | 6,86 m           | 781              | 30               |
| Getto del peso         | 14,39 m          | 752              | 18               | 15,49 m                | 820                    | 6                      | 14,88 m          | 782              | 12               |
| Salto in alto          | 2,11 m           | 906              | 1                | 1,93 m                 | 740                    | 23                     | 1,99 m           | 794              | 11               |
| 400 metri              | 47"30            | 943              | 7                | 50"71                  | 782                    | 23                     | 50"82            | 814              | 20               |
| 110 metri ostacoli     | 14"21            | 948              | 2                | 15"06                  | 842                    | 25                     | 14"52            | 908              | 16               |
| Lancio del disco       | 44,58 m          | 758              | 17               | 45,27 m                | 772                    | 14                     | 45,80 m          | 783              | 11               |
| Salto con l'asta       | 5,00 m           | 910              | 3                | 4,70 m                 | 819                    | 12                     | 4,60 m           | 790              | 17               |
| Lancio del giavellotto | 60,23 m          | 741              | 16               | 64,60 m                | 807                    | 8                      | 62,10 m          | 769              | 14               |
| 1500 metri             | 4'27"47          | 761              | 2                | 4'45"17                | 648                    | 16                     | 4'38"14          | 692              | 11               |
| Totale                 |                  | 8551             |                  |                        | 7838                   | 17                     |                  | 7906             | 16               |

| Gara              | Atleta                                                                      | Batterie | Batterie | Quarti  | Quarti | Semifinali | Semifinali | Finale  | Finale |
| Gara              | Atleta                                                                      | Tempo    | Pos.     | Tempo   | Pos.   | Tempo      | Pos.       | Tempo   | Pos.   |
| ----------------- | --------------------------------------------------------------------------- | -------- | -------- | ------- | ------ | ---------- | ---------- | ------- | ------ |
| 100 m             | Julija Nescjarėnka                                                          | 11"40    | 3        | 11"14   | 4      | 11"26      | 7          |         |        |
| 800 m             | Svjatlana Usovič                                                            |          |          | 2'00"42 | 2      | 2'02"79    | 8          |         |        |
| 5000 m            | Vol'ha Kraŭcova                                                             |          |          |         |        | 15'21"85   | 9          |         |        |
| 100 m ostacoli    | Kacjaryna Paplaŭskaja                                                       |          |          | 13"39   | 7      |            |            |         |        |
| 3000 siepi        | Oxana Juravel                                                               |          |          |         |        | 10'04"38   | 9          |         |        |
| Staffetta 4x100 m | Hanna Bahdanovič Aksana Drahun Julija Nescjarėnka Nastas'sja Šuljak         |          |          |         |        | 43"69      | 6          |         |        |
| Staffetta 4x400 m | Anna Kozak Iryna Chljustava Ilona Usovič Sviatlana Usovič Jul'jana Juščanka |          |          |         |        | 3'22"78    | 4          | 3'21"85 | 4      |

| Gara         | Atleta            | Tempo        | Posizione    |
| ------------ | ----------------- | ------------ | ------------ |
| Marcia 20 km | Alena Hin'ko      | squalificata | squalificata |
| Marcia 20 km | Ryta Turava       | 1h 28'26"    | 11           |
| Marcia 20 km | Snjažana Jurčanka | 1h 35'33"    | 33           |

| Gara                   | Atleta                         | Qualificazioni | Qualificazioni | Finale  | Finale |
| Gara                   | Atleta                         | Misura         | Pos.           | Misura  | Pos.   |
| ---------------------- | ------------------------------ | -------------- | -------------- | ------- | ------ |
| Salto in lungo         | Iryna Čarnušėnka-Stasjuk       | 6,48 m         | 18             |         |        |
| Salto in lungo         | Vol'ha Sjarheenka              | 6,25 m         | 32             |         |        |
| Salto triplo           | Ksenija Pryemka                | 13,08 m        | 31             |         |        |
| Getto del peso         | Nadzeja Astapčuk               | 19,08 m        | 6              | 19,86 m |        |
| Getto del peso         | Janina Karol'čyk-Pravalinskaja | 17,79 m        | 18             |         |        |
| Getto del peso         | Natallja Michnevič             | 19,11 m        | 4              | 20,28 m |        |
| Lancio del disco       | Hanna Mazgunova                | 56,77 m        | 29             |         |        |
| Lancio del disco       | Iryna Jatčanka                 | 62,26 m        | 3              | 59,27 m | 11     |
| Lancio del disco       | Ėlina Z'verava                 | 60,28 m        | 12             | 60,82 m | 6      |
| Lancio del martello    | Aksana Mjan'kova               | 69,77 m        | 11             | 76,34 m |        |
| Lancio del martello    | Maryja Smaljačkova             | 69,22 m        | 13             |         |        |
| Lancio del martello    | Dar"ja Pčėl'nik                | 71,30 m        | 8              | 73,65 m | 4      |
| Lancio del giavellotto | Natal'lja Šymčuk               | 57,11 m        | 23             |         |        |
| Lancio del giavellotto | Maryna Novik                   | 56,10 m        | 31             |         |        |

| Prova                  | Jana Maksimava | Jana Maksimava | Jana Maksimava |
| Prova                  | Risultato      | Punti          | Pos.           |
| ---------------------- | -------------- | -------------- | -------------- |
| 100 metri ostacoli     | 14"71          | 880            | 41             |
| Salto in alto          | 1,74 m         | 903            | 25             |
| Getto del peso         | 13,60 m        | 767            | 17             |
| 200 metri              | 25"94          | 802            | 37             |
| Salto in lungo         | nessuna misura | 0              | 37             |
| Lancio del giavellotto | 39,14 m        | 651            | 28             |
| 800 metri              | 2'21"55        | 803            | 29             |
| Totale                 |                | 4806           | 34             |

Vadzim Dzevjatoŭski e Ivan Cichan, rispettivamente argento e bronzo nel lancio del martello, erano stati originariamente squalificati per doping; nel giugno 2010, il Tribunale Arbitrale dello Sport gli ha restituito le medaglie perché i laboratori che hanno eseguito il test non rispettavano gli standard internazionali.

## Badminton
| Gara              | Atleta     | Turno 1                              | Sedicesimi                         | Ottavi                           | Quarti | Semifinali | Finale |
| ----------------- | ---------- | ------------------------------------ | ---------------------------------- | -------------------------------- | ------ | ---------- | ------ |
| Singolo femminile | Olga Konon | Xing Aiying (Singapore) 21-19, 21-12 | Maja Tvrdy (Slovenia) 21-17, 21-14 | Xie Xingfang (Cina) 16-21, 15-21 |        |            |        |

## Canoa/kayak
| Gara               | Atleta                                                              | Batterie | Batterie | Semifinali | Semifinali | Finale   | Finale |
| Gara               | Atleta                                                              | Tempo    | Pos.     | Tempo      | Pos.       | Tempo    | Pos.   |
| ------------------ | ------------------------------------------------------------------- | -------- | -------- | ---------- | ---------- | -------- | ------ |
| C1 500 m maschile  | Aljaksandr Žukoŭski                                                 | 1'48"669 | 1        | bye        | bye        | 1'49"092 | 5      |
| C1 1000 m maschile | Aljaksandr Žukoŭski                                                 | 4'01"380 | 4        | 3'58"851   | 3          | 3'55"645 | 5      |
| C2 1000 m maschile | Andrėj Bahdanovič Aljaksandr Bahdanovič                             | 3'40"369 | 1        | bye        | bye        | 3'36"365 |        |
| K2 500 m maschile  | Vadzim Machneŭ Raman Pjatrušėnka                                    | 1'28"661 | 1        | bye        | bye        | 1'30"005 |        |
| K4 1000 m maschile | Raman Pjatrušėnka Aljaksej Abalmasaŭ Artur Litvinčuk Vadzim Machneŭ | 2'58"825 | 3        | bye        | bye        | 2'55"714 |        |
| K1 500 m femminile | Taccjana Fedarovič                                                  | 1'57"881 | 8        |            |            |          |        |

## Canottaggio
| Gara        | Atleta                                                                 | Batterie | Batterie | Quarti/ Ripescaggi | Quarti/ Ripescaggi | Semifinali | Semifinali | Finale  | Finale       |
| Gara        | Atleta                                                                 | Tempo    | Pos.     | Tempo              | Pos.               | Tempo      | Pos.       | Tempo   | Pos.         |
| ----------- | ---------------------------------------------------------------------- | -------- | -------- | ------------------ | ------------------ | ---------- | ---------- | ------- | ------------ |
| 2 di coppia | Dzjanis Mihal' Stanislaŭ Ščarbačėnja                                   | 6'27"18  | 2        | bye                | bye                | 6'32"76    | 6          | 6'32"59 | 1 (finale B) |
| 4 senza     | Andrėj Dzem"janenka Vadzim Ljalin Jaŭhenij Nosaŭ Aljaksandr Kazuboŭski | 6'12"53  | 5        | 6'00"44            | 3                  | 6'02"79    | 5          | 6'12"54 | 6 (finale B) |
| 4 di coppia | Kiryl Lemjaškevič Aljaksandr Novikaŭ Valeryj Radzevič Pavel Šurmej     | 5'43"73  | 3        | bye                | bye                | 6'06"80    | 6          | 5'50"74 | 5 (finale B) |

| Gara    | Atleta                       | Batterie | Batterie | Quarti/ Ripescaggi | Quarti/ Ripescaggi | Semifinali | Semifinali | Finale  | Finale |
| Gara    | Atleta                       | Tempo    | Pos.     | Tempo              | Pos.               | Tempo      | Pos.       | Tempo   | Pos.   |
| ------- | ---------------------------- | -------- | -------- | ------------------ | ------------------ | ---------- | ---------- | ------- | ------ |
| Singolo | Kacjaryna Karstėn            | 7'40"03  | 1        | 7'25"74            | 1                  | 7'22"86    | 1          | 7'23"98 |        |
| 2 senza | Julija Bičyk Natallja Helach | 7'24"47  | 1        | bye                | bye                |            |            | 7'22"91 |        |

## Ciclismo

### Su pista
| Velocità femminile | Natallja Cylinskaja | 11"372 | 7 | Clara Sanchez (Francia) 11"607 Prima nei ripescaggi |  | Guo Shuang (Cina) 0-2 |  |  |

| Gara                   | Atleta          | Punti | Pos. |
| ---------------------- | --------------- | ----- | ---- |
| Corsa a punti maschile | Vasil' Kiryenka | 34    | 5    |

### Su strada
| Gara                    | Atleta              | Tempo     | Posizione |
| ----------------------- | ------------------- | --------- | --------- |
| Corsa in linea maschile | Kanstancin Siŭcoŭ   | 6h 26'17" | 73        |
| Corsa in linea maschile | Aljaksandr Kučynski | 6h 39'42" | 73        |
| Corsa in linea maschile | Aljaksandr Usaŭ     | 6h 49'59" | 83        |
| Cronometro maschile     | Vasil' Kiryenka     | 1h 06'12" | 21        |

## Equitazione
| Gara        | Atleta               | Cavallo  | Dressage | Cross country | Salto | Salto di finale | Totale | Posizione |
| ----------- | -------------------- | -------- | -------- | ------------- | ----- | --------------- | ------ | --------- |
| Individuale | Viachaslau Poita     | Energiya | 59,10    | 55,60         | 31    |                 | 165,70 | 54        |
| Individuale | Alena Tseliapuhskina | Passat   | 77,40    | 59,60         | 30    |                 | 167,00 | 55        |

| Gara        | Atleta    | Cavallo | Test   | Test | Special test | Special test | Freestyle | Freestyle | Totale | Totale |
| Gara        | Atleta    | Cavallo | Punti  | Pos. | Punti        | Pos.         | Punti     | Pos.      | Punti  | Pos.   |
| ----------- | --------- | ------- | ------ | ---- | ------------ | ------------ | --------- | --------- | ------ | ------ |
| Individuale | Iryna Lis | Redford | 63,500 | 30   |              |              |           |           |        |        |

## Ginnastica

### Ginnastica artistica
| Gara                        | Atleta                                                                                                | Volteggio | Corpo libero | Cavallo con maniglie | Anelli | Parallele | Sbarra | Trave  | Totale  | Posizione | Finali               |
| --------------------------- | --- | --------- | ------------ | -------------------- | ------ | --------- | ------ | ------ | ------- | --------- | -------------------- |
| Qualificazioni maschili     | Aljaksej Ignatovich                                                                                   | -         | 15,575       | 0,000                | 0,000  | -         | 12,000 |        | 28,075  | 92        | nessuna              |
| Qualificazioni maschili     | Dmitry Kasperovich                                                                                    | 14,675    | -            | 15,275               | 16,500 | 15,525    | 14,250 |        | 76,225  | 47        | volteggio            |
| Qualificazioni maschili     | Ivan Kozlov                                                                                           | 14,025    | 12,675       | 14,925               | 15,275 | 0,000     | -      |        | 56,900  | 70        | nessuna              |
| Qualificazioni maschili     | Denis Savenkov                                                                                        | 14,525    | 13,535       | 13,750               | 15,675 | 14,800    | 14,750 |        | 87,025  | 33        | nessuna              |
| Qualificazioni maschili     | Dmitry Savitsky                                                                                       | 14,375    | 14,525       | 15,175               | 16,300 | 15,700    | 14,575 |        | 90,625  | 12        | concorso individuale |
| Qualificazioni maschili     | Aleksandr Tsarevich                                                                                   | 14,300    | 14,450       | -                    | -      | 15,175    | 14,850 |        | 58,775  | 68        | nessuna              |
| Concorso a squadre maschile | Aljaksej Ignatovich Dmitry Kasperovich Ivan Kozlov Denis Savenkov Dmitry Savitsky Aleksandr Tsarevich | 57,875    | 57,575       | 59,125               | 63,750 | 61,200    | 58,425 |        | 375,950 | 10        | no                   |
| Qualificazioni femminili    | Anastasia Marachkovskaya                                                                              | 15,275    | 12,200       |                      |        | 13,600    |        | 14,025 | 55,100  | 48        | nessuna              |

| Gara                          | Atleta             | Punteggio | Posizione |
| ----------------------------- | ------------------ | --------- | --------- |
| Concorso individuale maschile | Dmitry Savitsky    | 82,175    | 23        |
| Volteggio maschile            | Dmitry Kasperovich | 16,050    | 6         |

### Ginnastica ritmica
| Atleta             | Qualificazioni | Qualificazioni | Qualificazioni | Qualificazioni | Qualificazioni | Qualificazioni | Finale | Finale  | Finale | Finale | Finale | Finale |
| Atleta             | Corda          | Cerchio        | Clavi          | Palla          | Totale         | Pos.           | Corda  | Cerchio | Clavi  | Palla  | Totale | Pos.   |
| ------------------ | -------------- | -------------- | -------------- | -------------- | -------------- | -------------- | ------ | ------- | ------ | ------ | ------ | ------ |
| Ina Žukava         | 17,850         | 18,375         | 17,300         | 17,425         | 70,950         | 4              | 18,125 | 18,125  | 17,850 | 17,825 | 71,925 |        |
| Liubov Charkashyna | 16,700         | 15,975         | 16,375         | 15,825         | 64,875         | 15             |        |         |        |        |        |        |

| Alesja Babuškina Anastasija Ivan'kova Ksenija Sankovič Zinaida Lunina Hlafira Marcinovič Alina Tumilovič | 17,525 | 17,425 | 34,950 | 1 | 17,625 | 17,275 | 34,900 |  |

### Trampolino
| Gara                 | Atleta             | Qualificazioni | Qualificazioni | Finale | Finale |
| Gara                 | Atleta             | Punti          | Pos.           | Punti  | Pos.   |
| -------------------- | ------------------ | -------------- | -------------- | ------ | ------ |
| Trampolino maschile  | Mikalai Kazak      | 69,70          | 8              | 38,10  | 8      |
| Trampolino femminile | Taccjana Pjatrėnja | 63,80          | 9              |        |        |

## Judo
| Gara    | Atleta             | Preliminari                       | Tabellone principale                   | Tabellone principale                   | Tabellone principale            | Tabellone principale | Tabellone principale | Ripescaggi                          | Ripescaggi                         | Ripescaggi                       | Ripescaggi |
| Gara    | Atleta             | Preliminari                       | Sedicesimi                             | Ottavi                                 | Quarti                          | Semifinali           | Finale               | 1º turno                            | Quarti                             | Semifinali                       | Finale     |
| ------- | ------------------ | --------------------------------- | -------------------------------------- | -------------------------------------- | ------------------------------- | -------------------- | -------------------- | ----------------------------------- | ---------------------------------- | -------------------------------- | ---------- |
| 73 kg   | Konstantin Semënov |                                   | Amar Meridja (Algeria) 0102-0010       | Elnur Mammadli (Azerbaigian) 0001-1001 |                                 |                      |                      | Dirk van Tichelt (Belgio) 0020-1021 |                                    |                                  |            |
| 81 kg   | Siarhei Shundzikau | bye                               | Kim Jae-Bum (Corea del Sud) 0000-0011  |                                        |                                 |                      |                      |                                     |                                    |                                  |            |
| 90 kg   | Andrėj Kazusionak  |                                   | Hossein Ghomi (Iran) 1110-0000         | Hiroshi Izumi (Giappone) 1000-0000     | Ivan Pershin (Russia) 0000-1010 |                      |                      |                                     | Diego Rosati (Argentina) 1000-0000 | Hesham Mesbah (Egitto) 0001-1001 |            |
| +100 kg | Yury Rybak         | Matjaž Ceraj (Slovenia) 1000-0000 | Mohammad Reza Roudaki (Iran) 0001-1001 |                                        |                                 |                      |                      |                                     |                                    |                                  |            |

## Lotta
| Gara  | Atleta          | Tabellone principale         | Tabellone principale                                   | Tabellone principale                   | Tabellone principale                | Tabellone principale | Ripescaggi | Ripescaggi                         | Ripescaggi                           |
| Gara  | Atleta          | Sedicesimi                   | Ottavi                                                 | Quarti                                 | Semifinali                          | Finale               | Quarti     | Semifinali                         | Finale                               |
| ----- | --------------- | ---------------------------- | ------------------------------------------------------ | -------------------------------------- | ----------------------------------- | -------------------- | ---------- | ---------------------------------- | ------------------------------------ |
| 55 kg | Rizvan Gadzhiev | Maikel Perez (Cuba) 7-0, 6-0 | Dilshod Mansurov (Uzbekistan) 1-0, 0-1, 0-1            |                                        |                                     |                      |            |                                    |                                      |
| 66 kg | Albert Batirov  | bye                          | Yang Chun-Song (Corea del Nord) 1-0, 5-3               | Andriy Stadnik (Ucraina) 4-1, 1-4, 0-3 |                                     |                      |            | Sushil Kumar (India) 0-1, 4-0, 0-7 |                                      |
| 74 kg | Murad Hajdaraŭ  | bye                          | Chamsulvara Chamsulvarayev (Azerbaigian) 0-4, 2-0, 1-0 | Gela Saghirashvili (Georgia) 1-0, 1-0  | Soslan Tigiev (Uzbekistan) 0-1, 0-1 |                      |            |                                    | Gheorghiţă Ştefan (Romania) 2-1, 3-1 |

| Gara  | Atleta         | Tabellone principale | Tabellone principale                     | Tabellone principale | Tabellone principale | Tabellone principale | Ripescaggi | Ripescaggi | Ripescaggi |
| Gara  | Atleta         | Sedicesimi           | Ottavi                                   | Quarti               | Semifinali           | Finale               | Quarti     | Semifinali | Finale     |
| ----- | -------------- | -------------------- | ---------------------------------------- | -------------------- | -------------------- | -------------------- | ---------- | ---------- | ---------- |
| 55 kg | Alena Filipova |                      | Olga Smirnova (Kazakistan) 3-2, 0-3, 2-4 |                      |                      |                      |            |            |            |
| 63 kg | Olga Khilko    | bye                  | Monika Michalik (Polonia) 1-0, 0-1, F    |                      |                      |                      |            |            |            |

| Gara   | Atleta              | Tabellone principale                    | Tabellone principale                  | Tabellone principale                       | Tabellone principale                 | Tabellone principale | Ripescaggi | Ripescaggi                        | Ripescaggi                                     |
| Gara   | Atleta              | Sedicesimi                              | Ottavi                                | Quarti                                     | Semifinali                           | Finale               | Quarti     | Semifinali                        | Finale                                         |
| ------ | ------------------- | --------------------------------------- | ------------------------------------- | ------------------------------------------ | ------------------------------------ | -------------------- | ---------- | --------------------------------- | ---------------------------------------------- |
| 60 kg  | Yury Dubinin        | bye                                     | Jung Ji-Hyun (Corea del Sud) 0-3, 0-6 |                                            |                                      |                      |            |                                   |                                                |
| 66 kg  | Mikhail Siamionau   | Aleksandr Kazakevič (Lituania) 1-1, 1-1 | Ali Mohammadi (Iran) 2-0, 0-4, 1-1    | Steeve Guénot (Francia) 1-2, 1-1           |                                      |                      |            | Alain Milian (Cuba) 1-1, 3-1      | Darkhan Bayakhmetov (Kazakistan) 2-0, 1-1, 1-1 |
| 74 kg  | Aliaksandr Kikiniov | bye                                     | Julian Kwit (Polonia) 3-1, 0-3, 3-2   | Roman Melyoshin (Kazakistan) 1-1, 1-1, 2-1 | Chang Yongxiang (Cina) 6-0, 0-4, 1-2 |                      |            |                                   | Yavor Yanakiev (Bulgaria) 3-0, 0-2, 0-2        |
| 120 kg | Siarhei Artsiukhin  | bye                                     | Mijail López (Cuba) 3-0, 2-1          |                                            |                                      |                      |            | Yuri Patrikeev (Armenia) 1-2, 0-1 |                                                |

## Nuoto
| Gara                    | Atleta                                                                 | Batterie | Batterie | Semifinali | Semifinali | Finale | Finale |
| Gara                    | Atleta                                                                 | Tempo    | Pos.     | Tempo      | Pos.       | Tempo  | Pos.   |
| ----------------------- | ---------------------------------------------------------------------- | -------- | -------- | ---------- | ---------- | ------ | ------ |
| 50 m stile libero       | Andrėj Radzionau                                                       | 22"65    | 36       |            |            |        |        |
| 100 m dorso             | Pavel Sankovič                                                         | 55"39    | 29       |            |            |        |        |
| 100 m rana              | Viktar Vabishchevich                                                   | 1'03"29  | 49       |            |            |        |        |
| 100 m farfalla          | Evgeny Lazuka                                                          | 53"54    | 43       |            |            |        |        |
| Staffetta 4x100 m misti | Pavel Sankovič Viktar Vabishchevich Evgeny Lazuka Stanislav Neverovsky |          |          | 3'39"39    | 16         |        |        |

| Gara               | Atleta                  | Batterie | Batterie | Semifinali | Semifinali | Finale | Finale |
| Gara               | Atleta                  | Tempo    | Pos.     | Tempo      | Pos.       | Tempo  | Pos.   |
| ------------------ | ----------------------- | -------- | -------- | ---------- | ---------- | ------ | ------ |
| 50 m stile libero  | Aljaksandra Herasimenja | 25"07    | 16       | 24"72      | 8          | 24"77  | 8      |
| 50 m stile libero  | Svetlana Khokhlova      | 25"27    | 20       |            |            |        |        |
| 100 m stile libero | Aljaksandra Herasimenja | 54"52    | 12       | 55"31      | 14         |        |        |
| 100 m rana         | Inna Kapishina          | 1'10"15  | 27       |            |            |        |        |
| 200 m rana         | Inna Kapishina          | 2'27"34  | 17       |            |            |        |        |

## Nuoto sincronizzato
| Gara | Atlete                               | Technical Routine | Technical Routine | Free Routine (preliminari) | Free Routine (preliminari) | Free Routine (finale) | Free Routine (finale) | Punteggio totale | Posizione finale |
| Gara | Atlete                               | Punteggio         | Pos.              | Punteggio                  | Pos.                       | Punteggio             | Pos.                  | Punteggio totale | Posizione finale |
| ---- | ------------------------------------ | ----------------- | ----------------- | -------------------------- | -------------------------- | --------------------- | --------------------- | ---------------- | ---------------- |
| Duo  | Katsiaryna Kulpo Nastassja Parfenava | 42,667            | 17                | 42,667                     | 19                         |                       |                       | 42,667           | 19               |

## Pallacanestro

### Torneo femminile
La nazionale bielorussa si è qualificata per i Giochi nell'ultimo torneo preolimpico.

#### Prima fase
| Data      | Ora locale | Squadra       | Punteggio | Squadra     | Referto |
| --------- | ---------- | ------------- | --------- | ----------- | ------- |
| 9 agosto  | 09:00      | Bielorussia   | 64 - 83   | Australia   | ref     |
| 11 agosto | 16:45      | Lettonia      | 57 - 80   | Bielorussia | ref     |
| 13 agosto | 09:00      | Bielorussia   | 65 - 71   | Russia      | ref     |
| 15 agosto | 22:15      | Corea del Sud | 53 - 63   | Bielorussia | ref     |
| 17 agosto | 16:45      | Brasile       | 68 - 53   | Bielorussia | ref     |

| Squadra       | P  | V | P | PF  | PS  | Diff. |
| ------------- | -- | - | - | --- | --- | ----- |
| Australia     | 10 | 5 | 0 | 424 | 319 | +105  |
| Russia        | 9  | 4 | 1 | 339 | 333 | +6    |
| Bielorussia   | 7  | 2 | 3 | 324 | 332 | -8    |
| Corea del Sud | 7  | 2 | 3 | 327 | 360 | -33   |
| Brasile       | 6  | 1 | 4 | 337 | 354 | -17   |
| Lettonia      | 6  | 1 | 4 | 334 | 387 | -53   |

#### Seconda fase
Quarti di finale
| Arbitri: | Fabio Facchini Pablo Estevez Susan Blauch |

|                   |          |                     |
| Miao 28           | Punti    | 15 Troina           |
| Miao 3            | Assist   | 5 Marčanka, Padabed |
| Chen, Song, Sui 4 | Rimbalzi | 13 Leŭčanka         |

## Pentathlon moderno
| Gara      | Atleta               | Tiro  | Tiro  | Scherma  | Scherma | Nuoto   | Nuoto | Equitazione  | Equitazione | Corsa    | Corsa | Punteggio totale | Posizione |
| Gara      | Atleta               | Punti | Punt. | Vittorie | Punt.   | Tempo   | Punt. | Punti        | Punt.       | Tempo    | Punt. | Punteggio totale | Posizione |
| --------- | -------------------- | ----- | ----- | -------- | ------- | ------- | ----- | ------------ | ----------- | -------- | ----- | ---------------- | --------- |
| Maschile  | Yahor Lapo           | 178   | 1072  | 17       | 808     | 2'05"62 | 1296  | non concluso | 0           | 9'41"17  | 1076  | 4252             | 35        |
| Maschile  | Dmitry Meliakh       | 186   | 1168  | 11       | 664     | 2'03"03 | 1324  | 68,47        | 1116        | 9'41"97  | 1076  | 5348             | 12        |
| Femminile | Anna Arkhipenka      | 180   | 1096  | 16       | 784     | 2'27"06 | 1156  | 66,24        | 1144        | 10'53"23 | 1108  | 5288             | 22        |
| Femminile | Anastasia Samusevich | 187   | 1180  | 19       | 856     | 2'29"64 | 1126  | 67,60        | 1172        | 10'04"46 | 1304  | 5640             | 4         |

## Pugilato
| Gara              | Atleta             | Sedicesimi                                   | Ottavi                      | Quarti | Semifinali | Finale |
| ----------------- | ------------------ | -------------------------------------------- | --------------------------- | ------ | ---------- | ------ |
| Pesi gallo        | Khavazhi Khatsigov | Veaceslav Gojan (Moldavia) 1-+1              |                             |        |            |        |
| Pesi welter       | Mahamed Nurudzinau | Julius Jackson (Isole Vergini Americane) 2-4 |                             |        |            |        |
| Pesi mediomassimi | Ramazan Magamedau  | Ramadan Yasser (Egitto) 10-+10               |                             |        |            |        |
| Pesi supermassimi | Viktar Zuyeu       |                                              | Clemente Russo (Italia) 1-7 |        |            |        |

## Scherma
| Gara                 | Atleta                                            | Turno 1                    | Sedicesimi                       | Ottavi                           | Quarti                        | Semifinali | Finale |
| -------------------- | ------------------------------------------------- | -------------------------- | -------------------------------- | -------------------------------- | ----------------------------- | ---------- | ------ |
| Sciabola individuale | Aljaksandr Bujkevič                               | bye                        | Aleksej Jakimenko (Russia) 15-9  | Nicolas Limbach (Germania) 15-14 | Mihai Covaliu (Romania) 13-15 |            |        |
| Sciabola individuale | Dmitri Lapkes                                     | bye                        | Oh Eun-Seok (Corea del Sud) 8-15 |                                  |                               |            |        |
| Sciabola individuale | Valeryj Pryemka                                   | Shadi Talaat (Egitto) 15-7 | Mihai Covaliu (Romania) 9-15     |                                  |                               |            |        |
| Sciabola a squadre   | Aljaksandr Bujkevič Dmitri Lapkes Valeryj Pryemka |                            |                                  |                                  | Italia 39-45                  |            |        |

## Sollevamento pesi
| Gara   | Atleta              | Strappo | Strappo | Slancio      | Slancio      | Totale       | Posizione    |
| Gara   | Atleta              | Ris.    | Pos.    | Ris.         | Pos.         | Totale       | Posizione    |
| ------ | ------------------- | ------- | ------- | ------------ | ------------ | ------------ | ------------ |
| 56 kg  | Vitalij Dzerbjanëŭ  | 127     | 6       | 0            | -            | non concluso | non concluso |
| 62 kg  | Henadzy Makhveyenia | 128     | 12      | 150          | 12           | 278          | 10           |
| 77 kg  | Siarhei Lahun       | 157     | 10      | 192          | 6            | 349          | 10           |
| 85 kg  | Andrėj Rybakou      | 185     | 1       | 209          | 2            | 354          |              |
| 85 kg  | Vadzim Straltsou    | 0       | -       | non concluso | non concluso | non concluso | non concluso |
| 105 kg | Andrėj Aramnau      | 200     | 1       | 236          | 1            | 436          |              |

| Gara  | Atleta              | Strappo | Strappo | Slancio | Slancio | Totale | Posizione |
| Gara  | Atleta              | Ris.    | Pos.    | Ris.    | Pos.    | Totale | Posizione |
| ----- | ------------------- | ------- | ------- | ------- | ------- | ------ | --------- |
| 53 kg | Anastasija Novikava | 95      | 2       | 118     | 3       | 213    |           |
| 69 kg | Hanna Batsiushka    | 105     | 6       | 120     | 8       | 225    | 7         |
| 75 kg | Iryna Kulesha       | 118     | 3       | 137     | 4       | 255    | 4         |
| 75 kg | Julija Novakovich   | 110     | 9       | 127     | 11      | 237    | 10        |

## Tennis
| Gara                | Atleta                            | Trentaduesimi                              | Sedicesimi                                | Ottavi                                                     | Quarti | Semifinali | Finale |
| ------------------- | --------------------------------- | ------------------------------------------ | ----------------------------------------- | ---------------------------------------------------------- | ------ | ---------- | ------ |
| Singolare maschile  | Maks Mirny                        | Nicolas Kiefer (Germania) 3-6, 1-6         |                                           |                                                            |        |            |        |
| Singolare femminile | Viktoryja Azaranka                | Tetjana Perebyjnis (Ucraina) 6-4, 5-7, 6-4 | Casey Dellacqua (Australia) 6-2, 6-2      | Venus Williams (Stati Uniti) 3-6, 2-6                      |        |            |        |
| Singolare femminile | Ol'ga Govorcova                   | Serena Williams (Stati Uniti) 3-6, 1-6     |                                           |                                                            |        |            |        |
| Doppio femminile    | Viktoryja Azaranka Tat'jana Puček |                                            | Maret Ani Kaia Kanepi (Estonia) 6-2, 6-2  | Lindsay Davenport Liezel Huber (Stati Uniti) 4-6, 6-4, 3-6 |        |            |        |
| Doppio femminile    | Ol'ga Govorcova Dar'ja Kustova    |                                            | Peng Shuai Sun Tiantian (Cina) 7-61, 7-63 | Al'ona Bondarenko Kateryna Bondarenko (Ucraina) 3-6, 1-6   |        |            |        |

## Tennis tavolo
| Gara              | Atleta             | Preliminari | Turno 1                                                       | Turno 2                                                    | Turno 3                                             | Turno 4                                                           | Quarti | Semifinali | Finale |
| ----------------- | ------------------ | ----------- | ------------------------------------------------------------- | ---------------------------------------------------------- | --------------------------------------------------- | ----------------------------------------------------------------- | ------ | ---------- | ------ |
| Singolo maschile  | Vladimir Samsonov  | bye         | bye                                                           | bye                                                        | Christian Süß (Germania) 4-0 (15-13 11-6 11-9 11-4) | Jörgen Persson (Svezia) 3-4 (11-7 11-8 9-1 13-11 7-11 10-12 9-11) |        |            |        |
| Singolo femminile | Tatyana Kostromina | bye         | Zhang Mo (Canada) 4-0 (11-2 11-7 12-10 11-1)                  | Li Qian (Polonia) 4-2 (11-7 11-9 11-6 5-11 9-11 12-10)     | Lin Ling (Hong Kong) 0-4 (6-11 3-11 6-11 8-11)      |                                                                   |        |            |        |
| Singolo femminile | Veronika Pavlovich | bye         | Dana Hadacova (Rep. Ceca) 2-4 (11-7 7-11 9-11 11-5 9-11 6-11) |                                                            |                                                     |                                                                   |        |            |        |
| Singolo femminile | Viktoria Pavlovich | bye         | bye                                                           | Elizabeta Samara (Romania) 4-1 (3-11 11-8 11-8 11-7 12-10) | Zhang Yining (Cina) 0-4 (7-11 2-11 7-11 5-11)       |                                                                   |        |            |        |

## Tiro
| Gara                         | Atleta               | Qualificazioni | Qualificazioni | Finale    | Finale       | Finale |
| Gara                         | Atleta               | Punteggio      | Pos.           | Punteggio | Punt. totale | Pos.   |
| ---------------------------- | -------------------- | -------------- | -------------- | --------- | ------------ | ------ |
| Carabina 10 m aria compressa | Vitali Bubnovich     | 592            | 18             |           |              |        |
| Carabina 50 m a terra        | Petr Litvinčuk       | 593            | 17             |           |              |        |
| Carabina 50 m a terra        | Sjarhej Martynaŭ     | 595            | 6              | 103,3     | 698,3        | 8      |
| Carabina 50 m tre posizioni  | Vitali Bubnovich     | 1161           | 29             |           |              |        |
| Carabina 50 m tre posizioni  | Sjarhej Martynaŭ     | 1156           | 34             |           |              |        |
| Pistola 10 m aria compressa  | Yury Dauhapolau      | 577            | 22             |           |              |        |
| Pistola 10 m aria compressa  | Kanstantin Lukashyk  | 575            | 27             |           |              |        |
| Pistola 50 m                 | Yury Dauhapolau      | 558            | 12             |           |              |        |
| Pistola 50 m                 | Kanstantin Lukashyk  | 558            | 11             |           |              |        |
| Skeet                        | Andrėj Gerachtchenko | 109            | 34             |           |              |        |

| Gara                        | Atleta             | Qualificazioni | Qualificazioni | Finale    | Finale       | Finale |
| Gara                        | Atleta             | Punteggio      | Pos.           | Punteggio | Punt. totale | Pos.   |
| --------------------------- | ------------------ | -------------- | -------------- | --------- | ------------ | ------ |
| Pistola 10 m aria compressa | Viktoria Chaika    | 384            | 5              | 98        | 482          | 4      |
| Pistola 10 m aria compressa | Žanna Shapialevich | 368            | 42             |           |              |        |
| Pistola 25 m                | Viktoria Chaika    | 581            | 13             |           |              |        |
| Pistola 25 m                | Žanna Shapialevich | 569            | 38             |           |              |        |

## Tiro con l'arco
| Gara                  | Atleta            | Turno di qualificazione | Turno di qualificazione | Turno 1                                        | Turno 2                           | Ottavi                              | Quarti | Semifinali | Finale |
| Gara                  | Atleta            | Punteggio               | Pos.                    | Turno 1                                        | Turno 2                           | Ottavi                              | Quarti | Semifinali | Finale |
| --------------------- | ----------------- | ----------------------- | ----------------------- | ---------------------------------------------- | --------------------------------- | ----------------------------------- | ------ | ---------- | ------ |
| Individuale maschile  | Maxim Kunda       | 646                     | 48                      | Furukawa Takaharu (Giappone) 111(+19)-111(+18) | Magnus Petersson (Svezia) 112-110 | Juan René Serrano (Messico) 106-110 |        |            |        |
| Individuale femminile | Katsiarina Muliuk | 616                     | 47                      | Natalia Sánchez (Colombia) 104-101             | Chen Ling (Cina) 105-106          |                                     |        |            |        |

## Tuffi
| Gara                      | Atleta              | Preliminari | Preliminari | Semifinale | Semifinale | Finale | Finale |
| Gara                      | Atleta              | Punti       | Pos.        | Punti      | Pos.       | Punti  | Pos.   |
| ------------------------- | ------------------- | ----------- | ----------- | ---------- | ---------- | ------ | ------ |
| Trampolino 3 m maschile   | Sergej Kučmasov     | 399,40      | 25          |            |            |        |        |
| Piattaforma 10 m maschile | Vadzim Kaptur       | 432,90      | 13          | 420,55     | 14         |        |        |
| Piattaforma 10 m maschile | Aljaksandr Varlamaŭ | 406,60      | 21          |            |            |        |        |
| Trampolino 3 m femminile  | Dar'ja Romenskaja   | 207,0       | 29          |            |            |        |        |

## Vela
| Gara                   | Atleta                         | Regata | Regata | Regata | Regata | Regata | Regata | Regata | Regata | Regata | Regata     | Regata | Punteggio | Pos. |
| Gara                   | Atleta                         | 1      | 2      | 3      | 4      | 5      | 6      | 7      | 8      | 9      | 10         | M      | Punteggio | Pos. |
| ---------------------- | ------------------------------ | ------ | ------ | ------ | ------ | ------ | ------ | ------ | ------ | ------ | ---------- | ------ | --------- | ---- |
| Windsurf maschile      | Mikalai Žukavets               | 27     | 23     | 26     | 24     | 29     | 21     | 32     | 26     | 26     | 27         |        | 229       | 28   |
| 470 maschile           | Sergej Desukevič Pavel Logunov | 29     | 17     | 16     | 26     | 16     | 2      | 12     | 17     | 16     | 27         |        | 159       | 21   |
| Laser Radial femminile | Taccjana Drazdoŭskaja          | 12     | 24     | 17     | 17     | 10     | 22     | 11     | 15     | 26     | cancellata |        | 119       | 20   |